# Monochrome (сингл Babymetal)
Monochrome — песня японской каваии-метал группы Babymetal. Впервые она была выпущена в качестве цифрового сингла в ноябре 2022 года, а вышла в составе четвёртого студийного альбома The Other One.

## Выпуск
11 октября 2022 года группа объявила о своём предстоящем четвёртом концептуальном альбоме The Other One, который вышел 24 марта 2023 года. Monochrome является второй выпущенной песней с этого альбома и стала доступна 18 ноября 2022 года в качестве цифрового сингла через стриминговые сервисы по всему миру. Музыкальное видео было выпущено на официальном YouTube канале Babymetal одновременно с релизом сингла.

## Композиция
Джон Хадусек с сайта Consequence написал, что Monochrome отражает стремление группы перейти на более тяжёлые, более экстремальные территории. Он так же отметил, что «Скрежещущие хай-фай риффы разделяют мелодично исполненные куплеты, напоминая звуковые контрасты альтернативного метала 90-х/00-х годов», сравнив звучание песни с такими исполнителями, как Evanescence и Korn. Хотя в звучании Babymetal все ещё присутствуют элементы поп-метала, в Monochrome группа придерживается более тёмного прог-направления.
Согласно пресс-релизу, в рамках проекта The Other One по восстановлению Babymetal, каждая из десяти песен нового альбома представляет собой «уникальную тему, основанную на 10 отдельных параллельных мирах». Темой второго сингла является Монохром: «Эта песня выражает надежду на Рагнарёк, который в норвежской мифологии означает конец света, мерцающий на звёздном небе цветами радуги».
10 марта 2023 года на YouTube-канале The First Take выло выпущено видео, где Babymetal исполнили специальную фортепианную аранжировку Monochrome. Аранжировку сделал Хатамия Кота (HATAMIYAMETAL). Инструментально в ней представлены только фортепиано и струнные инструменты, а темп более медленный.

## Реакция
Рики Ааронс из Wall of Sound хорошо отозвался о новом сингле и похвалил саму группу, назвав их новое звучание «невероятно зрелым». «Monochrome начинается с тяжёлых барабанных ударов, а фирменный рифф-стиль стремительно набирает обороты. Через некоторое время хруст прекращается и музыка плывёт по течению, а Su-metal и Moametal погружаются в мелодичный транс. Между секциями гитары возвращаются, создавая устойчивый и грувовый трек». Джек Роджер из Rock Sound назвал песню грандиозной, отметив, что интенсивные риффы и эмоционально захватывающая атмосфера присутствуют в изобилии. «Это Babymetal в их самом прекрасном и сокрушительном виде».
Young Guitar похвалили вокал Su-metal: «её голос придаёт песне впечатляющий тон, как бы добавляя красок непостоянному миру, вызывающему чувство опустошённости». Рич Хобсон в своей статье для журнала Metal Hammer написал, что «возвращение Babymetal было захватывающим», а синглы Divine Attack и Monochrome выглядят как более зрелые, задумчивые воплощения группы.
Джек Роджерс из Metal Hammer высоко оценил вокальные способности обеих участниц Babymetal при исполнении фортепианной аранжировки Monochrome. «Когда их голоса сопровождаются лишь мерцанием клавиш, а не громогласными риффами, они звучат ещё более возвышенно. Это захватывающее и сенсационное зрелище, великолепно демонстрирующее, насколько талантлива группа».
Kerrang! поставили сингл на первое место в своём хит-параде новинок за неделю 18 ноября 2022 года, отметив, что он довольно тяжёлый и звучит немного как Bring Me The Horizon. Monochrome вошла в ежедневный чарт Oricon Digital Singles под номером 5 с 18 ноября 2022 года и в еженедельный чарт Oricon Digital Singles под номером 25 с 23 ноября 2022; количество загрузок за первую неделю составило 2824 единицы. Песня также дебютировала под номером 22 на Billboard Japan Top Download Songs 23 ноября 2022.

## Чарты
| Чарт (2022)                                  | Высшая позиция |
| -------------------------------------------- | -------------- |
| Япония (Daily Digital Singles, Oricon)       | 5              |
| Япония (Weekly Digital Singles, Oricon)      | 25             |
| Япония (Japan Top Download Songs, Billboard) | 22             |

## История релизов
| Регион | Дата           | Формат           | Лейбл                                       | Прим.  |
| ------ | -------------- | ---------------- | ------------------------------------------- | ------ |
| Япония | 18 ноября 2022 | Цифровое издание | Amuse, Inc. Toy's Factory                   | [ 19 ] |
| Мир    | 18 ноября 2022 | Цифровое издание | Amuse, Inc. Babymetal Records Cooking Vinyl | [ 20 ] |